# Ha-Tenuà
Ha-Tenuà (en hebreu: התנועה‎), fou un partit polític israelià creat el 27 de novembre de 2012 per Tsippi Livni.

## Història
Després de mesos d'especulacions, Tsippi Livni anuncia la creació del seu nou partit polític, «El Moviment», durant una roda de premsa a Tel-Aviv el 27 de novembre de 2012. Livni comença la seva al·locució recordant el naixement de la seva carrera política, algunes setmanes abans de l'assassinat de l'aleshores primer ministre, Yitshaq Rabbín.
El partit estava format per dissidents de Kadima, que Livni, que havia dirigit l'ala més progressista del partit, [24] va liderar fins al març del 2012, quan va perdre les eleccions primàries del partit contra Shaul Mofaz, que formava part de l'ala més conservadora del partit. Relativament proper a la ideologia de Yeix Atid i del Partit Laborista, que es van centrar principalment en qüestions internes i socioeconòmiques en les seves campanyes del 2013, HatnuHa-Tenuàa destacava per la seva agressiva empenta per a un acord de pau pragmàtic amb els palestins.
Pel que fa a qüestions internes, Livni va prometre fer pressió per al reclutament militar dels ultraortodoxos i promoure iniciatives que permetessin els «joves tenir cases, guanyar-se la vida i viure amb dignitat, sense témer pel futur». També va esmentar les aleshores recents primàries del Likkud que van mostrar una recuperació de suport per als joves, els membres del partit de dreta dura com Danny Danon i Moshe Feiglin col·locats a la capçalera de la llista del partit en detriment de legisladors moderats i més experimentats com
Dan Meridor, Avi Dichter, Michael Eitan i Benny Begin, quatre ministres centrals de governs anteriors (que acabaren per perdre els seus escons a la Kenésset).
A les eleccions legislatives de 2013, Ha-Tenuà va participar en una llista conjunta amb el Moviment Verd, i va incorporar molts dels seus ideals a la llista electoral del partit. La campanya de Ha-Tenuà del 2013 va posar èmfasi en la pau àrab-israeliana, la justícia social, la protecció del medi ambient, la integració de tots els ciutadans a la força militar i laboral i el pluralisme religiós.
El tercer govern de Binyamín Netanyahu va sortir de les eleccions legislatives d'Israel de 2013 i va prendre possessió el 18 de març de 2013 fou coalició de Likkud-Yisrael Beiteinu, Yeix Atid, La Llar Jueva i Ha-Tenuà. El 2 de desembre de 2014, Netanyahu va destituir la ministra de Justícia Tzipi Livni, de Ha-Tenuà i la ministra de Finances Yair Lapid de Yeix Atid, per la seva oposició a la lluita contra el programa nuclear de l'Iran, aconseguir que els palestins reconeguin Israel com a Estat jueu i continuar construint a les zones ocupades de Jerusalem est, i quatre ministres més de Yeix Atid van dimitir provocant la convocatòria de noves eleccions per al 17 de març de 2015.
A les eleccions legislatives d'Israel de 2015 va participar en una llista electoral conjunta amb el Partit Laborista anomenada Unió Sionista, que es va convertir en el segon grup parlamentari més gran, però no va aconseguir formar govern. El gener de 2019, el president laborista Avi Gabay va anunciar que els laboristes no es presentarien amb Ha-Tenuà a les eleccions d'abril de 2019. Després de diverses setmanes de magres resultats a les enquestes, Livni va anunciar el 18 de febrer de 2019 que Ha-Tenuà no es presentaria a les eleccions i que es retiraria de la política.

## Resultats electorals
| Any  | Líder       | Vots                       | %                          | Escons  | +/– | Estatus  |
| ---- | ----------- | -------------------------- | -------------------------- | ------- | --- | -------- |
| 2013 | Tzipi Livni | 189.167 (#7)               | 4,99                       | 6 / 120 | Nou | Govern   |
| 2015 | Tzipi Livni | Membre de la Unió Sionista | Membre de la Unió Sionista | 6 / 120 | =   | Oposició |